# Elektra Mažeikiai
Futbolo Klubas Elektra var en fodboldklub fra den litauiske by Mažeikiai.

## Historie
Klubben blev stiftet i 1961 og gik konkurs i 1971 (1972).
1961 – ETG (Elektrotechnikos gamykla);
1962 – Elektra Mažeikiai;

## Historiske slutplaceringer
Historiske slutplaceringer.
| Sæson   | Niveau | Liga             | Placering |
| ------- | ------ | ---------------- | --------- |
| 1961/62 | 1.     | A klasė          | 24.       |
| 1962/63 | 1.     | A klasė          | 16.       |
| 1964    | 1.     | A klasė          | 9.        |
| 1965    | 1.     | A klasė          | 9.        |
| 1966    | 1.     | Aukščiausia lyga | 15.       |